# Leichtathletik-Europameisterschaften 2006/Teilnehmer (Schweiz)
Die folgenden Schweizer Leichtathleten haben an den Leichtathletik-Europameisterschaften 2006 vom 8. bis 13. August im schwedischen Göteborg teilgenommen.
Die Mannschaft bestand aus 17 Einzelathleten (13 Männer und 4 Frauen) sowie einem Staffelteam (4 × 100 Meter der Männer).
Es resultierte eine Medaille, die Silberne im Marathonlauf durch Viktor Röthlin. Damit belegte die Schweizer Delegation im Medaillenspiegel den 23. Rang.

## Teilnehmer und Rangierung
- Viktor Röthlin, 2. Rang Marathonlauf
- Christian Belz, 4. Rang 10.000-Meter-Lauf
- Stefan Müller, 7. Rang Speerwurf
- Alexander Martínez, 9. Rang Dreisprung
- Simone Oberer, 12. Rang Siebenkampf
- Christian Grossenbacher, 16. Rang 400-Meter-Hürdenlauf
- Ivan Bitzi, DNF Halbfinal 110-Meter-Hürdenlauf
- Mirja Jenni-Moser, 17. Rang 10.000-Meter-Lauf
- Markus Lüthi, 17. Rang 100-Meter-Lauf
- Sylvie Dufour, 22. Rang Siebenkampf
- Felix Loretz, 22. Rang Speerwurf
- Pierre Lavanchy, 23. Rang 400-Meter-Lauf
- Andreas Baumann, 27. Rang 100-Meter-Lauf
- Martina Naef, 29. Rang 400-Meter-Hürdenlauf
- Marc Schneeberger, DNS Zwischenrunde 200-Meter-Lauf
- Marco Cribari, 38. Rang 200-Meter-Lauf
- Andreas Kundert, DNS 110-Meter-Hürdenlauf

- 4-mal-100-Meter-Staffel der Männer (Andreas Baumann, Marco Cribari, Marc Niederhäuser, Markus Lüthi), 9. Rang